# L'étoile du nord

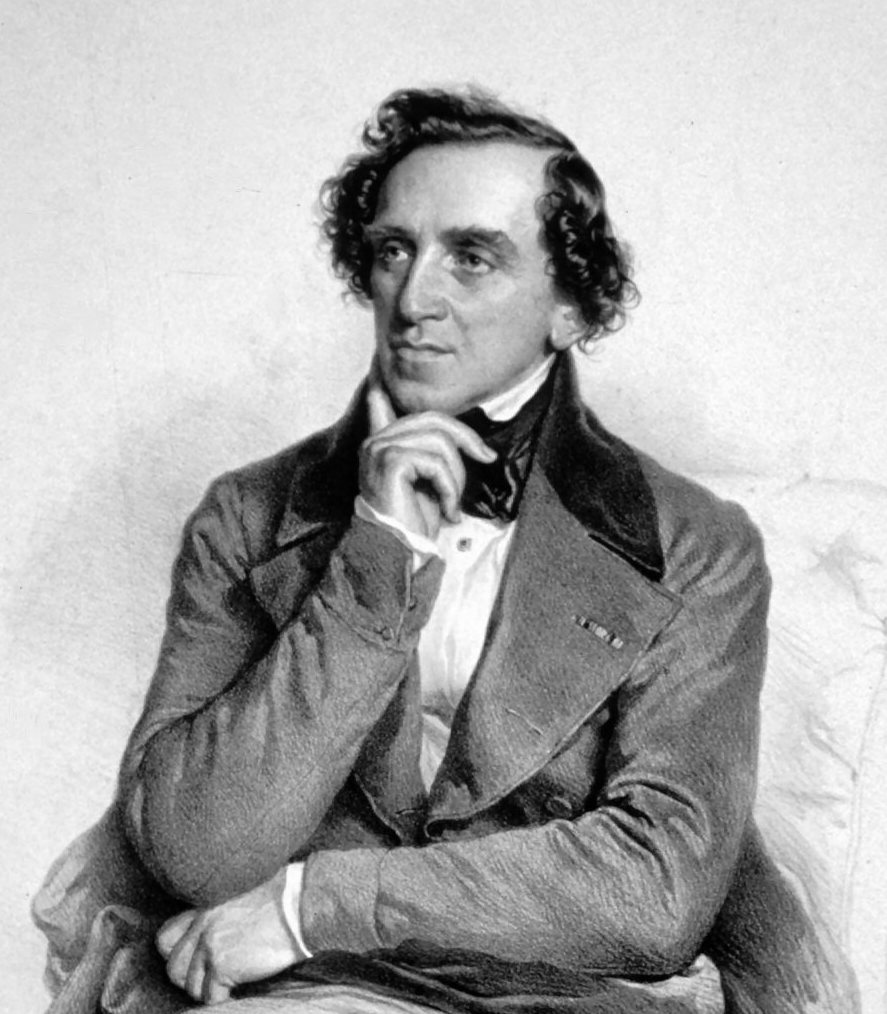
Giacomo Meyerbeer

L'étoile du nord è un opéra comique in tre atti di Giacomo Meyerbeer. Il libretto in lingua francese era di Eugène Scribe. L'opera ebbe la sua prima rappresentazione all'Opéra-Comique di Parigi il 16 febbraio 1854.

## Premessa
Gran parte del materiale, comprese alcune somiglianze di trama (con il flautista Federico il Grande sostituito dal flautista Pietro il Grande), derivato dal precedente Singspiel Ein Feldlager in Schlesien del 1844 di Meyerbeer. Tuttavia, ci sono anche alcune differenze significative, forse la più importante delle quali è che era consistita effettivamente nel far prendere parte all'azione a Pietro il Grande, il che non era il caso di Federico, che doveva suonare il suo flauto fuori dal palco, poiché i membri della famiglia reale prussiana non potevano essere impersonati sul palcoscenico di Berlino, dove quell'opera ebbe la sua prima. Peter non si limita a prendere parte all'azione, dal momento che finisce per essere il protagonista romantico.
Una caratteristica notevole dell'opera è la tripla marcia nel finale al secondo atto. Una ribellione contro lo zar viene deviata quando viene ascoltata la "marcia sacra". Le truppe vengono poi raggiunte da un reggimento di granatieri di Tobolsk, alla musica di una marcia diversa, seguito da un reggimento di cavalleria Tatari alla musica di una terza marcia.

## Ruoli

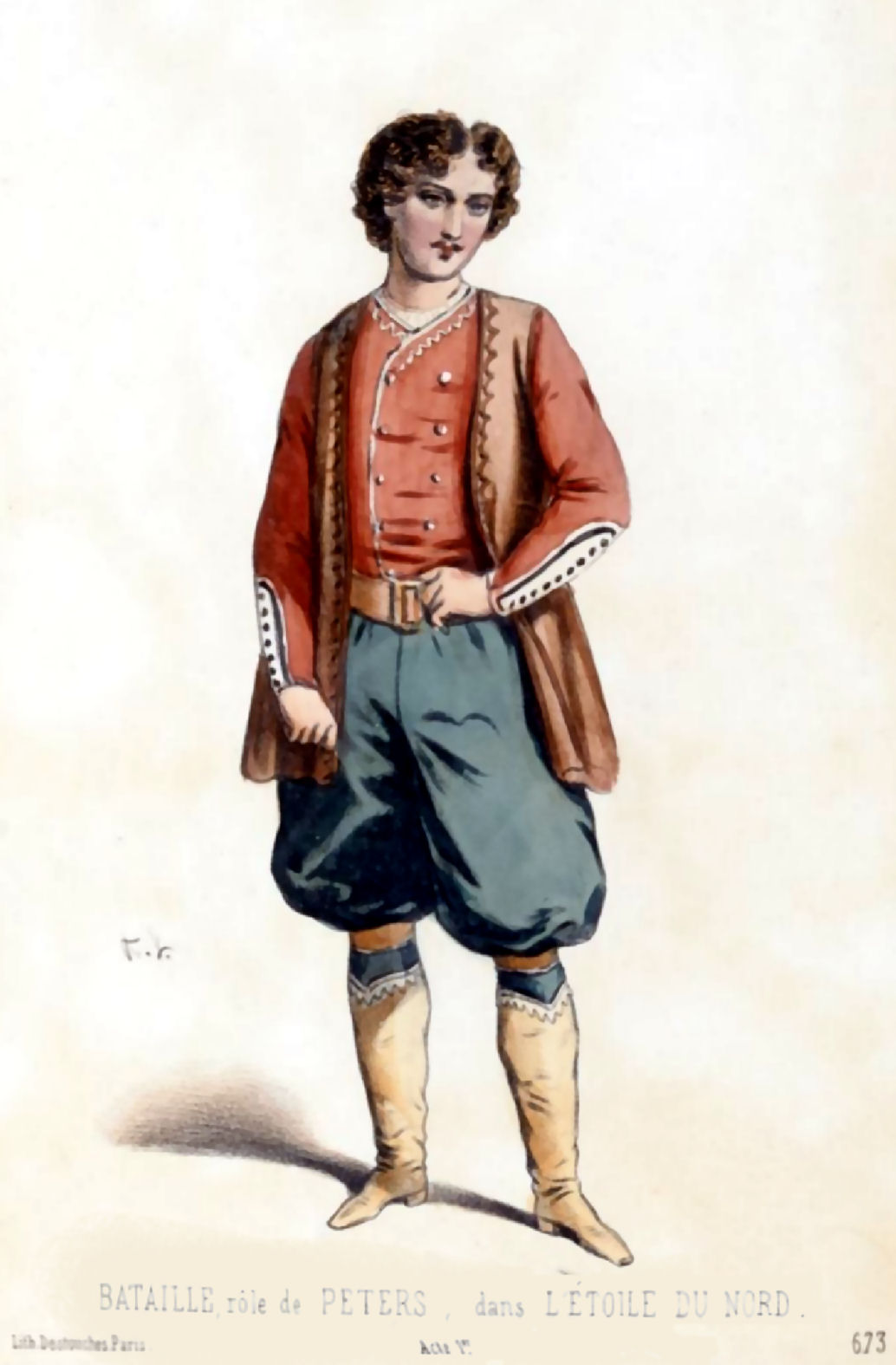
Charles-Amable Battaille nel ruolo di Peters Michaeloff

| Ruolo                                         | Registro vocale | Cast della prima, 16 febbraio 1854 (Direttore: Théophile Tilmant) |
| --------------------------------------------- | --------------- | ----------------------------------------------------------------- |
| Caterina, sorella di George                   | soprano         | Caroline Vandenheuvel-Duprez                                      |
| Danilowitch, un pasticcere                    | tenore          | Toussaint-Eugène-Ernest Mocker                                    |
| Ekimona                                       | mezzosoprano    | Marguerite Decroix                                                |
| Georges Skawronski                            | tenore          | Pierre-Victor Jourdan                                             |
| Gritzenko                                     | baritono        | Léonard Hermann-Léon                                              |
| Nathalie                                      | soprano         | Marie-Charlotte Lemercier                                         |
| Peters Michaeloff (Pietro il Grande)          | basso           | Charles-Amable Battaille                                          |
| Prascovia, fidanzata di George                | soprano         | Constance-Caroline Faure-Lefèbvre                                 |
| Colonel Tchérémétoff                          |                 | Charles François Duvernoy                                         |
| Reynolds, oste                                | basso           | Nathan                                                            |
| General Yermoloff                             | baritono        | Léon Carvalho                                                     |
| Ismaïloff, Cossack ufficiale                  | tenore          | Riquier-Delaunay                                                  |
| Soldati, paesani, reclute, carpentieri navali |                 |                                                                   |

## Trama

### Atto 1
Una piazza del paese nelle vicinanze di Vyborg, sulle rive del Golfo di Finlandia. A sinistra, la casa rustica di George Skawronski a cui si accede da una scala esterna. A destra, l'ingresso della chiesa. Sullo sfondo le rocce e all'orizzonte il Golfo di Finlandia.
I falegnami delle navi si riposano dal loro lavoro e si godono una pausa pranzo mentre Danilowitch, un pasticcere russo, vende le sue torte. Tra i falegnami c'è il russo Pietro il Grande, travestito da umile Peters Michaeloff. Si nota l'assenza dell'adorabile Catherine, che di solito serve gli operai, ed i falegnami prendono in giro Peters per essersi innamorato di lei, cosa che lo infastidisce. I falegnami propongono un brindisi a Carlo XII di Svezia, nemico della Russia, che fa arrabbiare i due russi Danilowitch e Peters, ma la campanella suona perché i falegnami tornino al lavoro e viene scongiurata una scena potenzialmente brutta.
Rimasto solo, Peters dice a Danilowitch che è davvero innamorato della bella Catherine e ha persino imparato, come suo fratello Georges, a suonare la sua melodia preferita al flauto per farle piacere. I due russi Danilowitch e Peters decidono di tornare nel loro paese insieme. In quel momento si sente Georges suonare la melodia di Catherine al flauto mentre entra, seguito da Catherine, che dice a suo fratello che Prascovia, che ama, ora può essere sua poiché Catherine ha ottenuto il consenso al suo matrimonio con Georges. Catherine dice a Peters che sua madre mentre moriva aveva profetizzato che la vita di Catherine sarebbe stata guidata dalla Stella Polare; avrebbe incontrato un grande uomo e si sarebbe assicurata un futuro brillante. All'inizio Catherine era rimasta colpita da Peters, pensando che lui avesse una qualità grandiosa e impressionante, ma ora non è più così sicura. È delusa dal suo bere, gli dice, il che lo fa arrabbiare.
Prascovia si precipita con la notizia che i Cosacchi sono arrivati e stanno depredando e saccheggiando il paese. Catherine disarma Gritzenko, il capo dei cosacchi, e il resto dei suoi uomini, travestendosi da zingara, raccontando le loro fortune e guidandoli in canti e balli. Profetizza che Gritzenko diventerà un caporale.
Peters e Catherine dichiarano il loro profondo amore reciproco e si scambiano gli anelli. Georges e Prascovia tornano, sconvolti dal fatto che Georges sia stato arruolato dai cosacchi. Catherine dice loro di non preoccuparsi e prega per la loro felicità (Prière: Veille sur eux toujours). Il loro matrimonio ha luogo, mentre Catherine, travestita da cosacco, prende il posto del fratello ed entra nella chiatta portando via le nuove reclute (Barcarolle: Vaisseau que le flot balance).

### Atto 2
Un campo militare dell'esercito russo

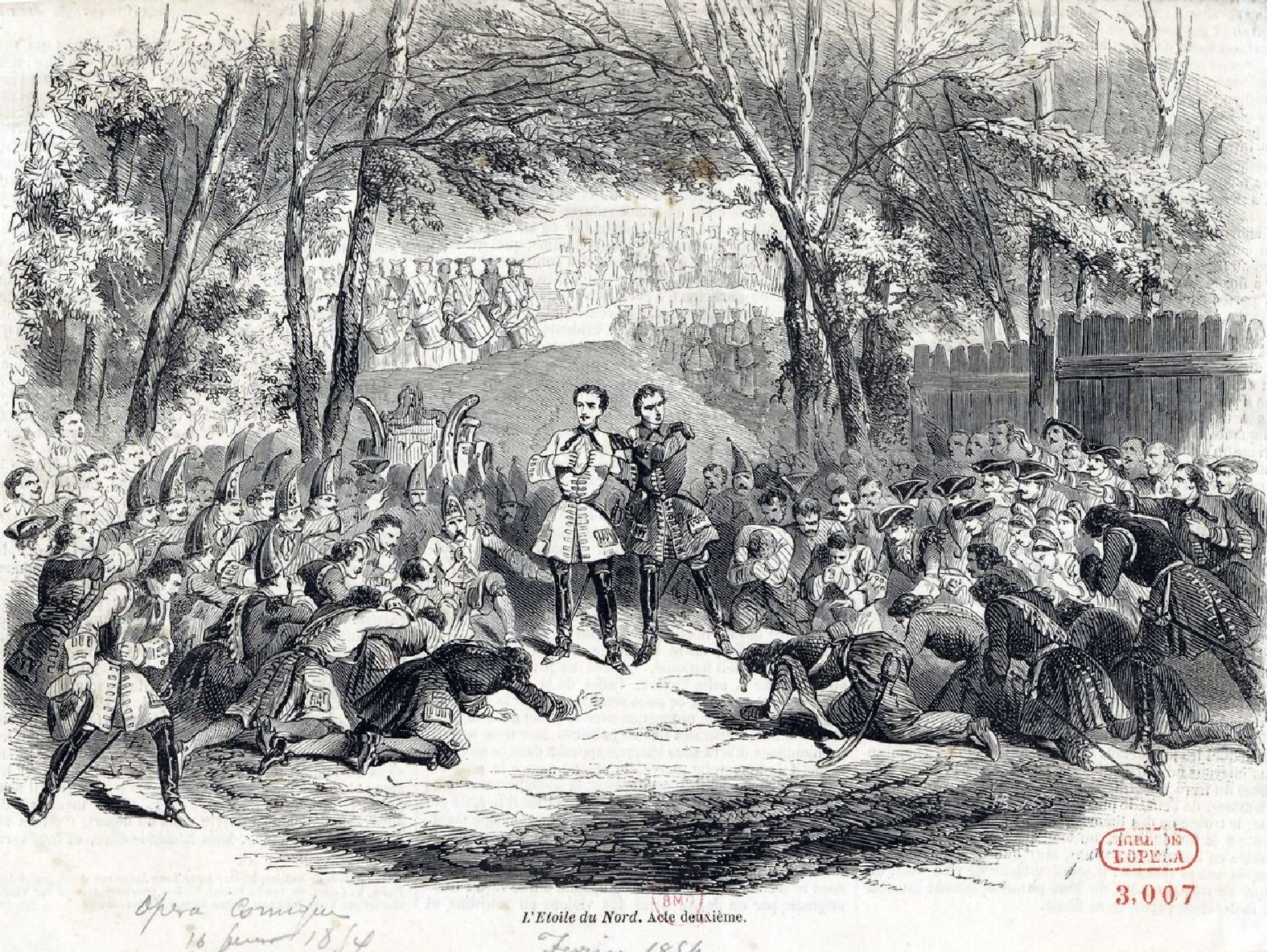
Finale del secondo atto

Le vivandiere Nathalie ed Ékimona cantano e ballano per i soldati russi mentre bevono. Catherine è nel campo travestita come suo fratello Georges. Gritzenko, ora caporale, è entrato in possesso di una lettera che chiede a "Georges" di leggergli, in quanto analfabeta. La lettera discute di una cospirazione contro lo zar. Questo sentimento ribelle aumenta quando il generale Yermoloff entra con la notizia che da quel momento in poi il knout, una frusta pesante, sarà usato per disciplinare i soldati.
È stata allestita una tenda per servire da quartier generale per Peters e Danilowitch, il suo aiutante, arrivati di recente. Catherine è scioccata nel vedere Peters bere pesantemente e flirtare con le due vivandiere. Lei cerca di porre fine a questo ma Peters ordina a "lui", come pensa, di essere portato via e fucilato. È solo dopo che lei se n'è andata che Peters si rende conto che era Catherine sotto mentite spoglie che ha ordinato di uccidere. Gli ha restituito il suo anello insieme alla lettera che rivela un complotto contro lo zar sulla strada per la sua esecuzione. Gritzenko entra con la notizia che "Georges" è sfuggito all'esecuzione scappando e nuotando attraverso il fiume. Peters rivela di essere davvero lo zar stesso e quindi reprime la ribellione. Con l'arrivo di bande militari ammassate (Marche sacrée), tutte gli proclamano lealtà.

### Atto 3

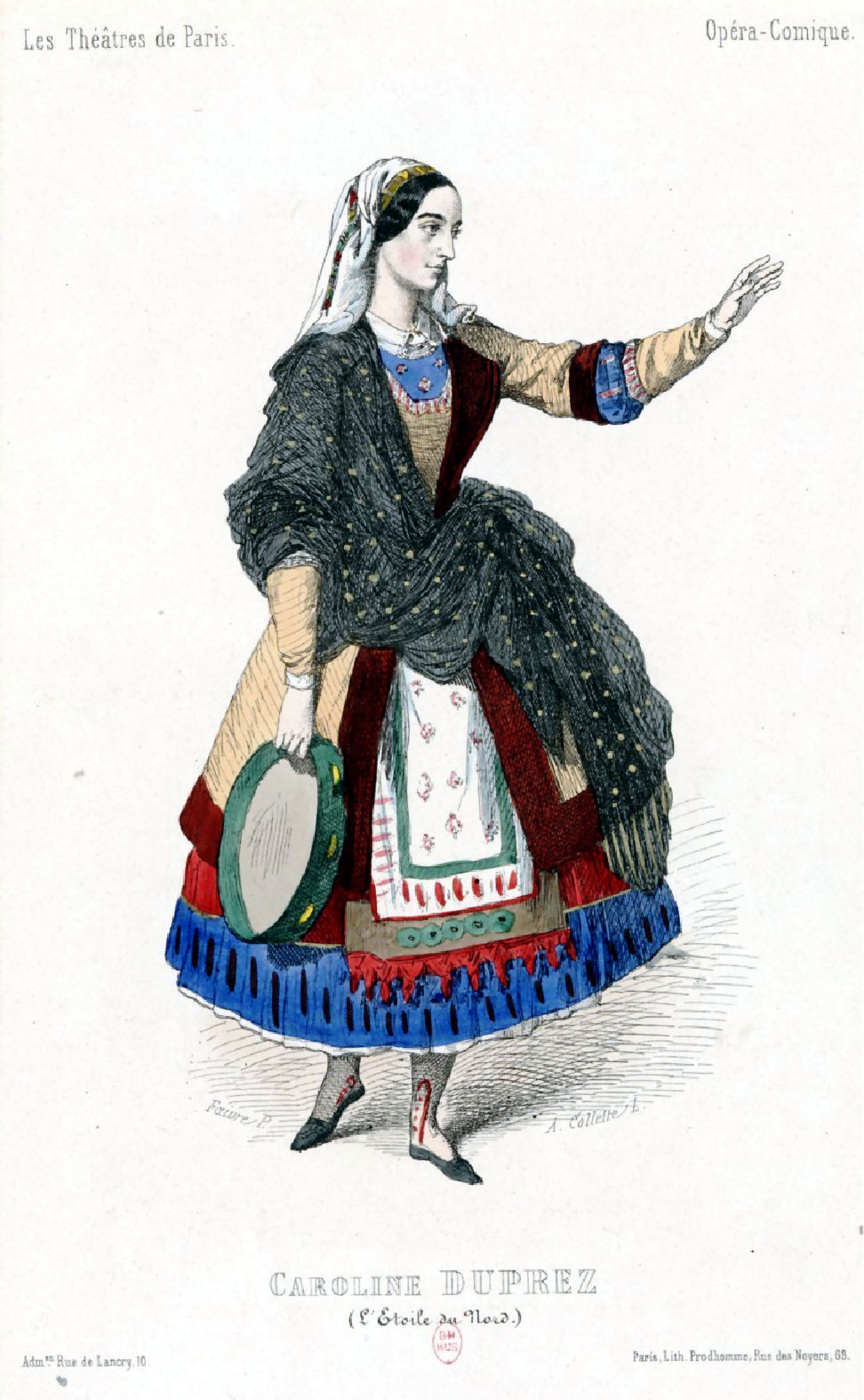
Caroline Duprez come Catherine nella produzione originale

Un ricco appartamento nel palazzo dello Zar. A sinistra, una porta che si affaccia sui giardini. A destra, una porta che conduce agli appartamenti del palazzo. In fondo al palco, un'ampia finestra che si apre sul parco.
A Pietro, nel suo legittimo posto di zar, manca la sua vita di semplice falegname e Catherine, la ragazza che ama (Romance: Ô jours heureux de joie et de misère.) Ha invitato i falegnami che conosceva in Finlandia a venire e andare a trovarlo. Danilowitch assicura a Pietro che Catherine è ancora viva e decide di cercarla.
Entra Gritzenko con la notizia che sono arrivati i falegnami finlandesi. Pietro lo riconosce come la persona che ha permesso a Catherine di scappare e gli ordina di riportarla, pena l'esecuzione.
Georges e Prascovia arrivano con gli altri dalla Finlandia. Temono che Georges venga giustiziato come disertore.
Danilowitch ritorna: ha trovato Catherine, ma la ragazza, pensando che Pietro non la ami più, è impazzita. Pietro però sa come ripristinare la sua sanità mentale: tira fuori il flauto e suona la sua melodia preferita (Aria con due flauti: La, la, la, air chéri). Il suo senno è tornato integro, scopre che l'uomo che ama è lo Zar di Russia, che la sposerà ed è acclamata da tutti come la nuova imperatrice di tutte le Russie.

## Storia della composizione
Meyerbeer e il suo librettista Eugène Scribe avevano presentato all'Opera di Parigi un'grand opera francese di grande successo. Dopo l'enorme successo del loro Le prophète nel 1849, Émile Perrin, direttore dell'Opéra-Comique, invitò Meyerbeer a comporre un'opera di quel genere per il suo teatro. Meyerbeer desiderava da tempo cimentarsi in questo stile di lavoro tipicamente francese e decise di adattare il suo singspiel tedesco Ein Feldlager in Schlesien, presentato a Berlino nel 1844, a tale scopo. Ein Feldlager in Schlesien, una celebrazione della dinastia degli Hohenzollern che governava a Berlino e del loro illustre antenato Federico il Grande, era già stato adattato in un pezzo per Vienna con il titolo Vielka nel 1847, Vienna era la capitale della dinastia degli Asburgo regnante, una glorificazione degli Hohenzollern non sarebbe stato appropriato.
La ricchezza ereditata da Meyerbeer e i suoi doveri di compositore ufficiale di corte presso il re Federico Guglielmo IV di Prussia significava che non c'era fretta di completare l'opera e lui e Scribe lavorarono al pezzo per più di quattro anni prima della sua prima.
Pietro il Grande viaggiò attraverso l'Europa occidentale sotto il nome di "Peter Michaeloff" e lavorò in incognito per un certo periodo su un molo come costruttore navale. Le origini della sua seconda moglie Caterina I di Russia sono oscure; aveva lavorato come serva per un certo periodo e sembrava aver avuto un legame con l'esercito russo, che fornì la base per il passaggio del libretto da Federico il Grande di Prussia a Pietro il Grande di Russia. Queste avventure di Pietro il Grande mentre lavorava sotto mentite spoglie come costruttore navale in Europa occidentale erano già servite da base per numerose opere comiche tra cui Il borgomastro di Saardam di Donizetti, 1827, e Zar und Zimmermann di Albert Lortzing, 1837.

## Storia delle esecuzioni

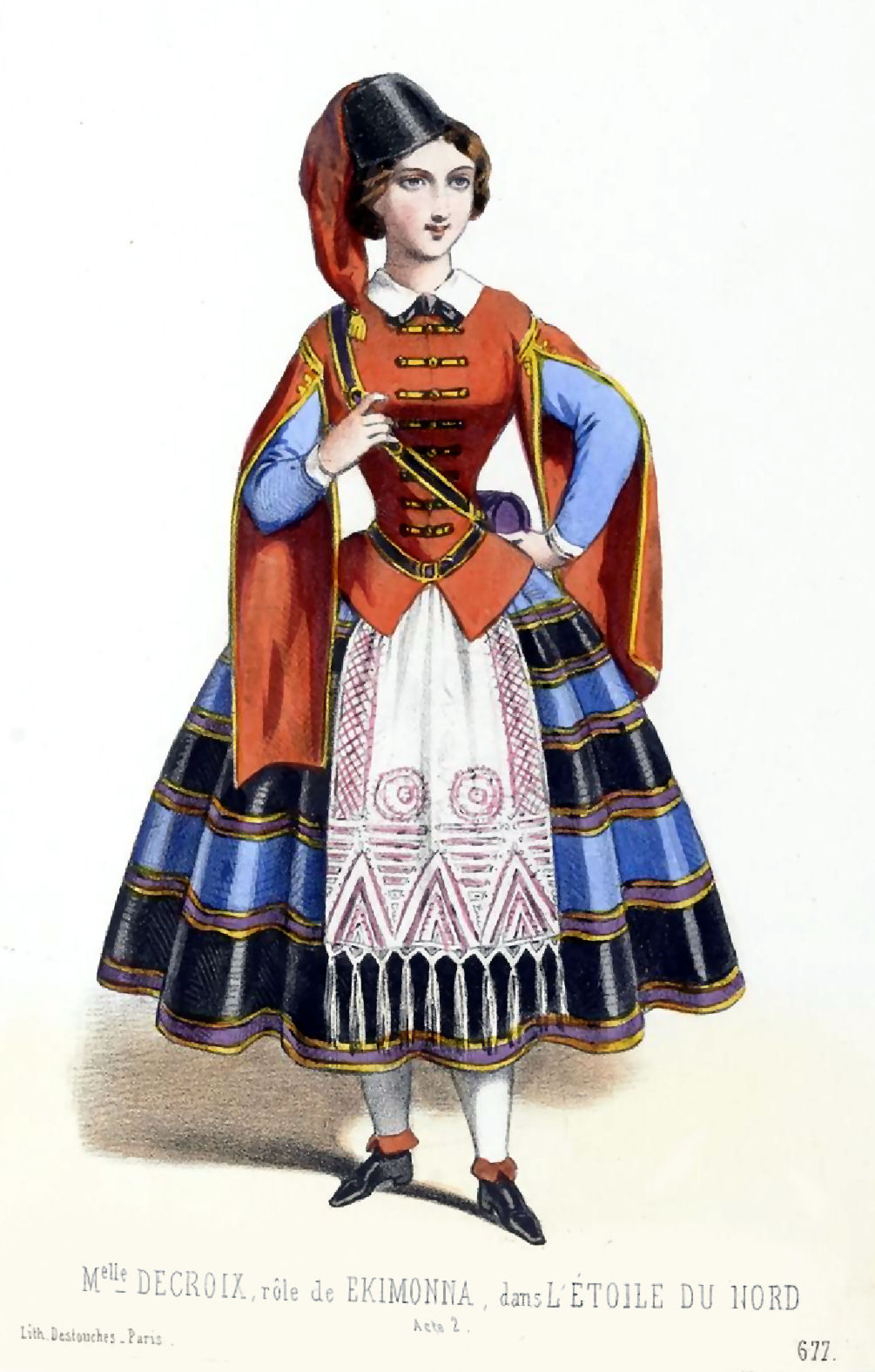
Marguerite Decroix come vivandiera nella produzione originale

L'étoile du nord fu eseguita per la prima volta alla Salle Favart dalla compagnia dell'Opéra-Comique, Parigi, il 16 febbraio 1854. Fu un grande successo e l'anno successivo fu data a Dresda sotto la direzione del compositore, con Jenny Ney. Presto fu eseguita in tutti i principali teatri d'Europa, Nord Africa e Americhe. La Max Maretzek Italian Opera Company mise in scena la prima dell'opera negli Stati Uniti il 24 settembre 1856 all'Academy of Music in New York City. L'opera è rimasta nel repertorio per la maggior parte del XIX secolo, ma praticamente scomparve all'inizio del XX secolo. Tuttavia i due grandi capolavori di pezzi di coloratura, la preghiera e la barcarola nell'atto 1 e l'aria con due flauti nell'atto 3, furono ancora occasionalmente registrati da famose primedonne come Amelita Galli-Curci e Luisa Tetrazzini.
Il lavoro è stato ripreso negli ultimi anni: da Opera Rara nel 1975, a Wexford (con Elizabeth Futral come Cathérine) nel 1996 e da Kokkola Opera (Kokkolan Oopperakesä) a Kokkola e Helsinki, Finlandia, nel 2017.

## Musica
La maggior parte della musica nel pezzo è nuova, non adattata da Ein Feldlager in Schlesien. Meyerbeer ha composto alcuni dei pezzi in uno stile leggero e umoristico in gran parte nuovo per il suo lavoro in uno spirito di giocosità rossiniana, ma ci sono anche elementi della modalità grande opéra che aveva avuto così tanto successo, ad esempio nel finale del secondo atto, con enormi masse di cori, bande musicali e processioni. I critici della produzione originale ammirarono molto tante caratteristiche dell'orchestrazione dell'opera, tra cui l'uso delle arpe nella barcarola nell'atto 1 e dei due flauti nella scena della follia del terzo atto.

## Incisioni
Entrambe le recenti riprese sono disponibili, la prima (Opera Rara) su un CD ROM pubblicato privatamente, e la seconda (Wexford) su un CD commerciale. Il primo è tagliato in modo piuttosto significativo, mentre il secondo ha omissioni musicali minime ma dialoghi notevolmente ridotti.
- Orchestra of Philomusica, Londra; Opera Rara Chorus; Roderick Brydon (direttore); Malcolm King (Péters/Pierre), Janet Price (Catherine), Alexander Oliver (Danilowitz), Alan Watt (Gritzenko), Deborah Cook (Prascovia), Bonaventura Bottone (George), Lissa Gray (Nathalie), Susanna Ross (Ékimona), Graham Clark (Ismaïloff), Roger Bryson (Reynolds), Bruce Ogston (Yermolov). Registrata dal vivo il 25 febbraio 1975 al Collegiate Theater, Londra, come parte del Camden Festival. Unique Opera Records Corporation UORC 240 2 LPs. Also: Opera Rara CD (stereo) MRF 119-S.[11]
- Wexford Festival Opera, Vladimir Jurowski (direttore); Vladimir Ognev (Péters/Pierre), Elizabeth Futral (Catherine), Aled Hall (Danilowitz), Christopher Maltman (Gritzenko), Darina Takova (Prascovia), Juan Diego Flórez (George), Agnete Munk Rasmussen (Natalie), Patrizia Cigna (Ékimona), Robert Lee (Ismaïloff), Fernand Bernardi (Reynolds), Luis Ledesma (Yermolov). Registrata nell'ottobre 1997. Naxos Marco Polo 8.223829-31.

## Il balletto
Nel 1937 Constant Lambert arrangiò brani di quest'opera e di Le prophète nel balletto Les Patineurs, coreografato da Sir Frederick Ashton.